# Kirchlinde
Kirchlinde (niederdeutsch: Keärklinne) ist der Statistische Bezirk 84 und zugleich ein Stadtteil im Nordwesten der kreisfreien Großstadt Dortmund. Er gehört zum Stadtbezirk Huckarde.

## Geschichte
Über die erste urkundliche Erwähnung Kirchlindes gibt es teilweise widersprüchliche Angaben. Die Urkunde des Klosters Werden aus dem Jahr 880, in der „ein vollfreier Mann Egilmar in Linni“ als Abgabenpflichter aufgeführt wird, gilt heute als die sicherste Quelle.
Im Jahr 1231 verkauften die Grafen von Dassel ihren aus der Zeit Rainalds stammenden Kirchlinder Besitz, der Hof, Äcker und Kapelle umfasste, an das Katharinenkloster Dortmund.
Im 13. Jahrhundert tauchte erstmals neben den benachbarten – heute zu Castrop-Rauxel gehörenden – Gemeinden Frohlinde und Merklinde die Bezeichnung Kercklinde oder Kericlinde auf. Das lässt darauf schließen, dass es zu dieser Zeit bereits eine Kirche im Ort gab. Der Name Linne oder Lynne wird von dem in heidnischer Zeit der Göttin Frija (Frigga) geweihten Lindenbaum abgeleitet. Über Jahrhunderte standen an der Straße Im Dorloh mehrere alte Linden, deren letzte im Jahre 1877 durch einen schweren Sturm gefällt wurde. Auch die alte Flurbezeichnung Dorloh lässt den Schluss zu, dass sich in früheren Jahrhunderten an dieser Stelle ein den Germanen heiliger Hain befunden hat. Die Silben Dor (Thor) und Loh (Wald oder Gehölz) deuten darauf hin. Eine Besiedlung Kirchlindes in vorchristlicher Zeit gilt deshalb als äußerst wahrscheinlich.
Nach alter Überlieferung befand sich im Quellbereich des Widey-Baches ein ebenfalls den germanischen Göttern geweihter heiliger Wald, in dem Opfer dargebracht wurden. Der Opferaltar befand sich im Bereich des Schnittpunktes Frohlinder Straße und Hilgenloh.
Bis im Jahr 1857 mit dem Bau der Zeche Zollern I/III begonnen wurde, waren Kirchlinde und die umliegenden Orte ein rein landwirtschaftlich geprägtes Gebiet. Es dauerte aber noch bis in das Jahr 1873, bis mit Hilfe von Investitionen des irischen Industriellen William Thomas Mulvany erstmals Kohle in Kirchlinde gefördert wurde. Die Ära der Steinkohle endete mit der Stilllegung der Schächte I und III im Jahre 1969.
Am 1. April 1928 wurde Kirchlinde nach Dortmund eingemeindet.
Einmal im Jahr findet am Wochenende nach Pfingsten die Kirchlinder Woche, ein regionales Volksfest, im Ortskern auf der Kirchlinder Kreuzung statt.
Sehenswert ist die denkmalgeschützte Kirche St. Josef.

## Geografie
Der Ort liegt auf einer Höhe von 100 m ü. NHN. 

## Bevölkerung
Zum 31. Dezember 2024 lebten 11.170 Einwohner in Kirchlinde.
Strukturdaten der Bevölkerung Kirchlindes:
- Bevölkerungsanteil der unter 18-Jährigen: 17,9 % [Dortmunder Durchschnitt: 16,2 % (2018)][6]
- Bevölkerungsanteil der mindestens 65-Jährigen: 20,1 % [Dortmunder Durchschnitt: 20,2 % (2018)][7]
- Ausländeranteil: 17,4 % [Dortmunder Durchschnitt: 22,3 % (2024)][8]
- Arbeitslosenquote: 12,5 % [Dortmunder Durchschnitt: 11,0 % (2017)][9]

Bevölkerungsentwicklung:
| Jahr      | 1987   | 2003   | 2008   | 2013   | 2016   | 2018   | 2020   | 2022   | 2023   | 2024   |
| --------- | ------ | ------ | ------ | ------ | ------ | ------ | ------ | ------ | ------ | ------ |
| Einwohner | 10.330 | 11.371 | 11.331 | 10.907 | 11.035 | 10.953 | 11.043 | 11.249 | 11.185 | 11.170 |

## Söhne und Töchter
- Heinrich Horst (1902–1946), römisch-katholischer Ordensgeistlicher und Apostolischer Vikar von Lwangwa in Rhodesien